# Serie B 2014-2015 (pallanuoto maschile)

## Squadre partecipanti
| Promosse in A2                                                     | Squadre partecipanti | Squadre partecipanti |
| ------------------------------------------------------------------ | --- | --- |
| - Bergamo PN - Wasken Boys Lodi - Crocera Stadium - Aqavion Napoli | Girone 1 - Aragno Rivarolesi - CN Sestri - Crocera Stadium - Dinamica Torino - Lerici 1954 - Nuoto Livorno - Rapallo Nuoto - RN Cagliari - Sportiva Sturla Girone 2 - Bergamo PN - Cus Geas Milano - Firenze PN - Lib.Vicenza Nuoto - Mestrina Nuoto - Modena Nuoto - Nuotatori Ravennati - Piacenza PN - Vela Nuoto Ancona - Wasken Boys Lodi | Girone 3 - Anzio N e PN - CC Lazio WP - La Fenice PN Roma - Latina PN - Nuotatori Roma - Pescara N e PN - Pol.Bustino Pescara - Roma 2007 - Tirrena - Waterpolo Bari Girone 4 - Acicastello Catania - Aqavion Napoli - Basilicata 2000 - Cesport Italia - Cosenza Nuoto - Cus Unime Messina - GP Modugno - Ossidiana - RN Napoli - San Mauro Nuoto |